# Mitteldeutscher Fußballpokal 1929/30
Der Mitteldeutsche Fußballpokal 1929/30 war die vierte Austragung des Fußballpokalwettbewerbs der Herren für den Bereich des Verband Mitteldeutscher Ballspiel-Vereine. Titelverteidiger war Wacker Leipzig, welche in der vergangenen Ausgabe den Dresdner SC mit 2:1 besiegen konnte. Am Wettbewerb nahmen insgesamt 63 Vereine teil. Sieger der diesjährigen Ausgabe wurde der VfB Leipzig durch einen 3:1-Sieg über die Sportfreunde Leipzig. Durch den Pokalsieg durfte der VfB an der Deutschen Fußballmeisterschaft 1929/30 teilnehmen.

## 1. Runde
Quelle:
| Datum            |                            | Ergebnis    |                                      |
| ---------------- | -------------------------- | ----------- | ------------------------------------ |
| 13. Oktober 1929 | FC Thüringen Weida         | 1:2         | 1. SV Jena                           |
| 13. Oktober 1929 | SV Fortuna Leipzig 02      | 2:0         | SV 1910 Kahla                        |
| 13. Oktober 1929 | SSV Vimaria Weimar ’91     | 2:0         | SV 04 Schmalkalden                   |
| 13. Oktober 1929 | VfB Sömmerda               | 2:0         | FuCC Cricket-Viktoria 1897 Magdeburg |
| 13. Oktober 1929 | SC Stadtilm                | 3:0         | VfB Coburg                           |
| 13. Oktober 1929 | SpVgg Eisenach             | 1:5         | Sportfreunde Markranstädt            |
| 13. Oktober 1929 | SpVgg Zella-Mehlis 06      | 1:2 n. V.   | VfL Neustadt/Coburg                  |
| 13. Oktober 1929 | SV Wacker 04 Bad Salzungen | 2:1 n. V.   | Borussia Eisenach                    |
| 13. Oktober 1929 | SC 06 Oberlind             | 5:3         | Naumburger SV 05                     |
| 13. Oktober 1929 | VfL Olympia 08 Duderstadt  | 3:7         | SpVgg Erfurt                         |
| 13. Oktober 1929 | Plauener SuBC              | 3:1         | SpVgg 04 Gera                        |
| 13. Oktober 1929 | Germania Halberstadt       | 2:4         | FC Wacker Halle                      |
| 13. Oktober 1929 | Dessauer SV 98             | 5:4         | Askania Aschersleben                 |
| 13. Oktober 1929 | Viktoria Stendal           | 0:1         | VfL Bitterfeld                       |
| 13. Oktober 1929 | VfL Merseburg              | 1:0         | Herta Wittenberge                    |
| 13. Oktober 1929 | SV Bernburg 1907           | 0:1         | VfB Leipzig                          |
| 13. Oktober 1929 | Borussia Halle             | 8:1         | Concordia Beuren                     |
| 13. Oktober 1929 | SV Preußen Biehla          | 2:2 n. V. 1 | Wacker Leipzig                       |
| 13. Oktober 1929 | Viktoria Lauter            | 0:4         | PSV Chemnitz                         |
| 13. Oktober 1929 | VfB Empor Glauchau         | 3:1         | SV Sturm Chemnitz                    |
| 13. Oktober 1929 | VfL 1905 Zwickau           | 7:1         | VfB Annaberg 09                      |
| 13. Oktober 1929 | VfB Klötze                 | 4:2         | SuS 1898 Magdeburg                   |
| 13. Oktober 1929 | SpVgg Eisleben             | 0:8         | FC Eintracht Leipzig                 |
| 13. Oktober 1929 | SC Limbach                 | 1:7         | SV Brandenburg 01 Dresden            |
| 13. Oktober 1929 | VfB Preußen Greppin 1911   | 3:2         | Döbelner SC 02/90                    |
| 13. Oktober 1929 | SC Pirna                   | 3:0         | BC Ostritz                           |
| 13. Oktober 1929 | SpVgg Bautzen              | 0:8         | Riesaer SV                           |
| 13. Oktober 1929 | VfR Dresden                | 1:2         | VFC Plauen                           |
| 13. Oktober 1929 | Schwarz-Gelb Weißenfels    | 1:2 n. V.   | SpVgg Dresden-Löbtau 1893            |
| 13. Oktober 1929 | FSV Wacker 90 Nordhausen   | 1:4         | SV Merseburg 99                      |
| 13. Oktober 1929 | SC Harthau                 | 1:0         | SpVgg Falkenstein                    |
| 13. Oktober 1929 | Chemnitzer BC              |             | Freilos                              |

## 2. Runde
Quelle:
| Datum            |                           | Ergebnis  |                            |
| ---------------- | ------------------------- | --------- | -------------------------- |
| 1. Dezember 1929 | 1. SV Jena                | 0:4       | Borussia Halle             |
| 1. Dezember 1929 | FC Wacker Halle           | 3:0       | VfL 1905 Zwickau           |
| 1. Dezember 1929 | SpVgg Erfurt              | 2:1       | SV Wacker 04 Bad Salzungen |
| 1. Dezember 1929 | VfL Neustadt/Coburg       | 3:0       | VfL Merseburg              |
| 1. Dezember 1929 | VfL Bitterfeld            | 5:0       | VfB Klötze                 |
| 1. Dezember 1929 | SV Merseburg 99           | 7:2       | VfB Sömmerda               |
| 1. Dezember 1929 | SC Harthau                | 0:2       | SV Fortuna Leipzig 02      |
| 1. Dezember 1929 | VfB Empor Glauchau        | 3:2       | Chemnitzer BC              |
| 1. Dezember 1929 | Sportfreunde Markranstädt | 3:2       | SC Stadtilm                |
| 1. Dezember 1929 | FC Eintracht Leipzig      | 0:1       | SC 06 Oberlind             |
| 1. Dezember 1929 | SV Brandenburg 01 Dresden | 2:0       | Dessauer SV 98             |
| 1. Dezember 1929 | VFC Plauen                | 4:3 n. V. | SSV Vimaria Weimar ’91     |
| 1. Dezember 1929 | Wacker Leipzig            | 2:1       | Plauener SuBC              |
| 1. Dezember 1929 | SpVgg Dresden-Löbtau 1893 | 7:2       | VfB Preußen Greppin 1911   |
| 1. Dezember 1929 | SC Pirna                  | 0:4       | PSV Chemnitz               |
| 1. Dezember 1929 | Riesaer SV                | 1:5       | VfB Leipzig                |

## Achtelfinale
Quelle:
| Datum           |                           | Ergebnis |                           |
| --------------- | ------------------------- | -------- | ------------------------- |
| 2. Februar 1930 | PSV Chemnitz              | 1:2      | SpVgg Erfurt              |
| 2. Februar 1930 | VFC Plauen                | 4:0      | SpVgg Dresden-Löbtau 1893 |
| 2. Februar 1930 | SV Brandenburg 01 Dresden | 1:0      | VfB Empor Glauchau        |
| 2. Februar 1930 | Borussia Halle            | 3:1      | VfL Neustadt/Coburg       |
| 2. Februar 1930 | SV Merseburg 99           | 4:10     | Wacker Leipzig            |
| 2. Februar 1930 | SC 06 Oberlind            | 3:1      | Sportfreunde Markranstädt |
| 2. Februar 1930 | VfB Leipzig               | 10:1     | FC Wacker Halle           |
| 2. Februar 1930 | SV Fortuna Leipzig 02     | 3:1      | VfL Bitterfeld            |

## Viertelfinale
Quelle:
| Datum        |                | Ergebnis |                           |
| ------------ | -------------- | -------- | ------------------------- |
| 2. März 1930 | SpVgg Erfurt   | 0:3      | VfB Leipzig               |
| 2. März 1930 | Borussia Halle | 6:2      | SC 06 Oberlind            |
| 2. März 1930 | VFC Plauen     | 3:0      | SV Fortuna Leipzig 02     |
| 2. März 1930 | Wacker Leipzig | 3:2      | SV Brandenburg 01 Dresden |

## Halbfinale
Quelle:
| Datum         |                | Ergebnis    |                         |
| ------------- | -------------- | ----------- | ----------------------- |
| 16. März 1930 | VfB Leipzig    | 2:2 n. V. 1 | VFC Plauen              |
| 16. März 1930 | Borussia Halle | 3:4 n. V.   | FC Sportfreunde Leipzig |

## Finale
Quelle:
| VfB Leipzig       | VfB Leipzig                                                      | FC Sportfreunde Leipzig                                          | FC Sportfreunde Leipzig |
| ----------------- | ---------------------------------------------------------------- | ---------------------------------------------------------------- | ----------------------- |
| VfB Leipzig       | \| 27. April 1930 \| \| Ergebnis: 3:1 \| \| Zuschauer: 15.000 \| | \| 27. April 1930 \| \| Ergebnis: 3:1 \| \| Zuschauer: 15.000 \| | FC Sportfreunde Leipzig |
| 27. April 1930    |                                                                  |                                                                  |                         |
| Ergebnis: 3:1     |                                                                  |                                                                  |                         |
| Zuschauer: 15.000 |                                                                  |                                                                  |                         |